# Labarrus sublividus
Labarrus sublividus är en skalbaggsart som beskrevs av Vladimir Balthasar 1941. Labarrus sublividus ingår i släktet Labarrus och familjen Aphodiidae. Inga underarter finns listade i Catalogue of Life.